# Tamara Zidanšek
Tamara Zidanšek (n. 26 decembrie 1997, Postojna, Comuna Postojna, Slovenia) este o jucătoare slovenă de tenis. Cea mai înaltă poziție la simplu în clasamentul WTA este numărul 22 mondial, atins la 28 februarie 2022, iar la dublu numărul 47 mondial, atins la 16 ianuarie 2023. Ea a câștigat un titlu la simplu și patru titluri la dublu pe Circuitul WTA și două titluri WTA 125K la simplu, precum și 17 titluri la simplu și patru la dublu pe Circuitul ITF. În turneul de juniori, ea a fost în top 20 de juniori.